# Fascia Colles
Stratul membranos al fasciei superficiale a perineului (fascia Colles) este stratul mai profund (stratul membranos) al fasciei perineale superficiale. Are o structură subțire, aponevrotică și de o forță considerabilă, servind la legarea mușchilor rădăcinii penisului. Fascia Colles iese din membrana perineală, care împarte baza penisului de prostată. Fascia Colles apare din partea inferioară a membranei perineale și continuă de-a lungul penisului ventral (inferior) fără a acoperi scrotul. Separă pielea și grăsimea subcutanată de punga perineală superficială.

## Relații
În față, se continuă cu fascia dartos a penisului și fascia Scarpa de pe peretele anterior al abdomenului;
De ambele părți este fixată ferm de marginile ramului pubian și ischium, lateral de rădăcina penisului, chiar în spatele tuberozității ischiumului.
Posterior, se curbează în jurul mușchiului perineal transversal pentru a se alătura marginii inferioare a fasciei inferioare a diafragmei urogenitale.
În linia de mijloc, este conectat cu fascia superficială și cu septul median al mușchiului bulbospongios.
Această fascia nu numai că acoperă mușchii din această regiune, dar în partea din spate trimite în sus un sept vertical de la suprafața sa profundă, care separă porțiunea posterioară a spațiului subiacent în două.

## Imagini suplimentare

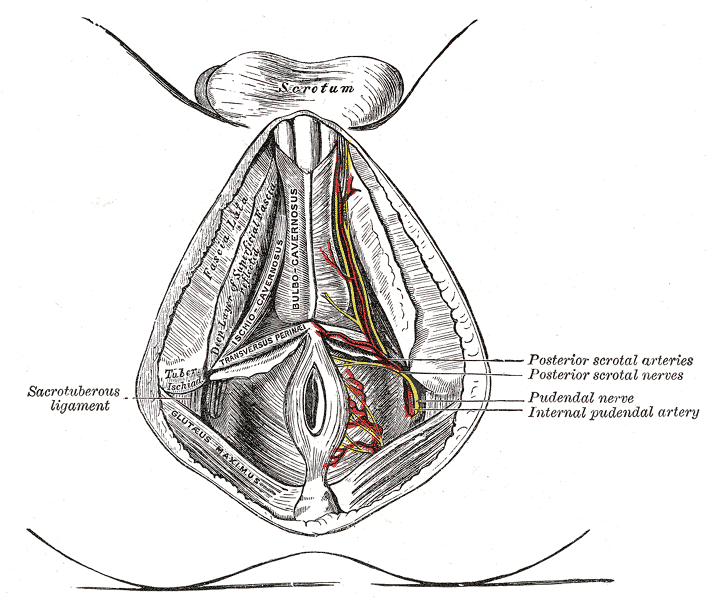
Ramurile superficiale ale arterei pudendale interne.